# Fondation Glenn Gould
La Fondation Glenn Gould (The Glenn Gould Foundation) est une organisation à but non lucratif du Canada, avec son siège à Toronto.
La fondation est créée en 1983 par des amis, collègues et admirateurs du pianiste canadien Glenn Gould après sa mort en octobre 1982. La Fondation est protégée par le gouverneur général du Canada.
Le but de la fondation est de donner une reconnaissance à l'héritage de Gould, en reconnaissant les contributions d'autres artistes, en promouvant de la créativité à travers la musique et l'art, principalement via le Prix Glenn-Gould.